# Джоуи Демайо
Джоуи Демайо (на английски: Joey DeMaio) е американски китарист, басист, известен най-вече като член на хевиметъл групата Менъуор.

## Биография
Свирил е в училищна група като басист. Още от училище е приятел с Ерик Адамс. Започва своята кариера в групата „Елф“ заедно с Рони Джеймс Дио. Боготвори Black Sabbath. Сближава се с тях на турнето им „Heaven and Hell“ („Рай и Ад“), когато той дава част от оборудването си на Тери Бътлър. За известно време работи като пиротехник в групата. След като през 1980 г. става член на групата „Меноуър“, е неин основен композитор и баскитарист. Той е един от основателите на хевиметъл групата Меноуър. От 1983 г. насам той почти самостоятелно пише музиката и текстовете.